# Arroyomolinos (Estremadura)
Arroyomolinos – gmina w Hiszpanii, w prowincji Cáceres, w Estramadurze, o powierzchni 115,12 km². W 2011 roku gmina liczyła 948 mieszkańców.